# Santa Quitèria (la Torre d'en Doménec)
L'Església Parroquial de Santa Quitèria de La Torre d'en Doménec, a la comarca de la Plana Alta, és un lloc de culte catòlic catalogat Bé de Rellevància Local segons la Disposició Addicional Cinquena de la Llei 5/2007, de 9 de febrer, de la Generalitat, de modificació de la Llei 4/1998, d'11 de juny, del Patrimoni Cultural Valencià (DOCV Núm. 5.449 / 13/02/2007); amb el codi: 12.05.103-002.
Es localitza a la plaça de l'Ajuntament de la localitat i pertany al Bisbat de Sogorb-Castelló.
Durant molt temps (fins al segle XIX), l'església de la Torre dels Domenges pertanyia a la parròquia de Vilanova d'Alcolea. El 19 de març de 1828 es va erigir en Parròquia i una mica més tard, en 1865 es construeix sobre el primitiu temple un de nou de majors dimensions. El nou edifici comptaria amb una nau claustral construïda seguint les pautes de l'ordre compost, amb capelles laterals, en les quals es rendiria culte als patrons de la localitat: Santa Quiteria i Sant Onofre.